# Aphredoderidae
Aphredoderidae – rodzina małych, słodkowodnych ryb okonkokształtnych (Percopsiformes) obejmująca 1 gatunek żyjący współcześnie – okoniopirat (Aphredoderus sayanus) – oraz 2 lub 3 gatunki wymarłe, znane z zapisu kopalnego. Aphredoderidae uważane są za blisko spokrewnione z Amblyopsidae i Percopsidae.

## Występowanie
Słodkie wody wschodniej części Stanów Zjednoczonych Ameryki Północnej.

## Charakterystyka
Ciało – włącznie z bokami głowy – osłonięte łuską ktenoidalną. W pojedynczej płetwie grzbietowej występuje 3–5 kolców i 9–12 promieni miękkich. W płetwie odbytowej 2–3 kolców i 5–7 promieni miękkich. Pęcherz pławny występuje, ale ma prostą budowę. Linia boczna zwykle niepełna, z 35–60 łuskami. Nie występuje płetwa tłuszczowa. Otwór odbytowy młodych osobników znajduje się w pozycji typowej dla większości ryb, przed płetwą odbytową. W miarę wzrostu ryby otwór odbytowy przesuwa się ku przodowi ciała, w okolice płetw brzusznych.

## Systematyka
Współcześnie żyjący gatunek został zaliczony do rodzaju:
- Aphredoderus

Gatunki kopalne klasyfikowane są w rodzaju:

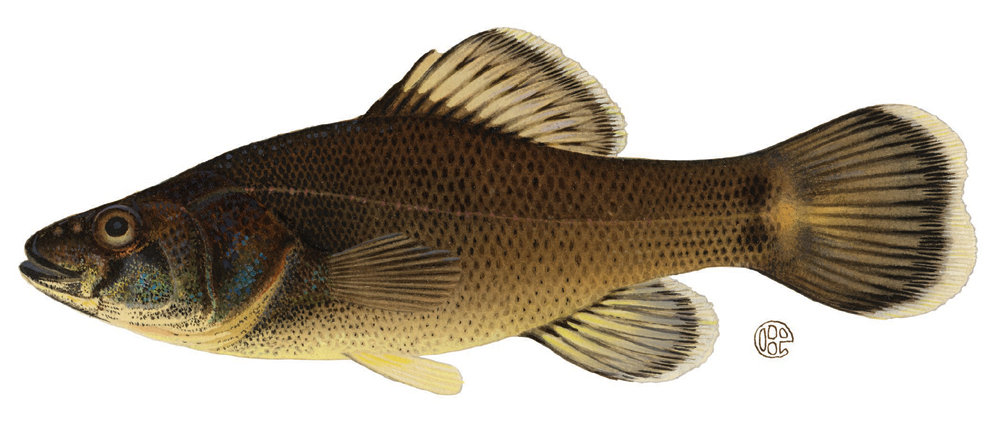
Okoniopirat (Aphredoderus sayanus)

- Trichophanes